# Supercopa Argentina 2013
La Supercopa Argentina 2013 fu la 2ª edizione della Supercopa Argentina.
Si tenne in gara unica allo stadio provinciale Juan Gilberto Funes di La Punta (San Luis) il 31 gennaio 2014 e vide contrapposti i campioni argentini 2013 del Vélez Sarsfield contro i vincitori della Coppa d'Argentina 2012-13 dell'Arsenal Sarandí, detentori del trofeo, nella cui edizione precedente avevano partecipato quali campioni nazionali.
Il trofeo fu vinto dal Vélez Sarsfield per 1-0 con un goal al 14' del secondo tempo di Héctor Canteros che venne a capo di un incontro poco spettacolare e ricco di falli, con sei ammonizioni.

## Tabellino
| Arbitro: | Fernando Rapallini |

| |              | |
| Canteros 60’ | Marcatori    | |
| · Sosa · 86’ Cubero (c) · Domínguez · Tobio · Papa · Allione · Romero · 78’ Canteros · Cabral · 90+2’ M. Zárate · 88’ Pratto | Formazioni   | · Campestrini (c) · Nervo · Echeverría 86’ · Braghieri · Pérez 62’ · Carrera 66’ 70’ · Zaldivia 64’ · Marcone · Aguirre 20’ · Caraglio · Furch |
| · 78’ Correa · 90+2’ Vázquez                                                                                                 | Sostituzioni | · Rolle 20’ · Zuculini 64’ 86’ · J. Gómez 70’                                                                                                  |
| José Oscar Flores | Allenatori   | Gustavo Alfaro |